# Huberella
Huberella es un género de foraminífero planctónico de la Subfamilia Pseudoguembelininae, de la Familia Heterohelicidae, de la Superfamilia Heterohelicoidea, del Suborden Globigerinina y del Orden Globigerinida. Su especie tipo es Huberella huberi. Su rango cronoestratigráfico abarca desde el Turoniense hasta el Coniaciense (Cretácico superior).

## Descripción
Huberella incluía especies con conchas biseriadas; sus cámaras eran subglobulares a reniformes, lateralmente comprimidas; las cámaras presentan proyecciones que cubre parte de las suturas; sus suturas intercamerales eran rectas o curvas, e incididas; su contorno ecuatorial era subtriangular y lobulada; su periferia era redondeada; su abertura principal era interiomarginal, lateral, con forma de arco bajo, amplio y simétrico, y bordeada por un labio grueso, con dos solapas laterales; presentaban pared calcítica hialina, microperforada, y superficie finamente estriada.

## Discusión
Algunos autores han considerado Huberella un sinónimo subjetivo posterior de Pseudoguembelina. Sin embargo, Huberella se distingue de Pseudoguembelina por la ausencia de aberturas accesorias en las suturas zigzag. Clasificaciones posteriores incluirían Huberella en el Orden Heterohelicida.

## Paleoecología
Como su homeomorfo Pseudoguembelina'', Huberella incluía probablemente especies con un modo de vida planctónico, de distribución latitudinal cosmopolita y habitantes pelágicos de aguas superficiales (medio epipelágico).

## Clasificación
Huberella incluye a las siguientes especies:
- Huberella huberi †
- Huberella praehuberi †